# Josh Vela
Joshua James Vela (Salford, Inglaterra, 14 de diciembre de 1993) es un futbolista inglés que juega como centrocampista en el Carlisle United F. C. de la League Two de Inglaterra.

## Clubes
| Club                        | País       | Año       |
| --------------------------- | ---------- | --------- |
| Bolton Wanderers F. C.      | Inglaterra | 2012-2019 |
| Notts County F. C. (cedido) | Inglaterra | 2014      |
| Hibernian F. C.             | Escocia    | 2019-2020 |
| Shrewsbury Town F. C.       | Inglaterra | 2020-2022 |
| Fleetwood Town F. C.        | Inglaterra | 2022-2024 |
| Carlisle United F. C.       | Inglaterra | 2024-     |